# Setulipes
Setulipes là một chi nấm trong họ Marasmiaceae, thuộc bộ Agaricales. Chi nấm được nhà nghiên cứu người Séc, Vladimír Antonín miêu tả khoa học lần đầu tiên vào năm 1987. 25 loài nấm trong chi phân bố rộng rãi ở các vùng phía bắc của đai khí hậu ôn đới. Năm 2004, những nghiên cứu về phát sinh chủng loại phân tử đã chỉ ra loài điển hình "Setulipes androsaceus" nằm trong một chi khác cùng họ là Gymnopus.

## Danh sách các loài
- Setulipes afibulatus
- Setulipes androsaceus
- Setulipes brevistipitasus
- Setulipes congolensis[4]
- Setulipes curvistipitatus
- Setulipes funaliformis[5]
- Setulipes haxgalensis
- Setulipes kisangensis
- Setulipes mauritiensis[5]
- Setulipes moreaui[5]
- Setulipes quercophilus
- Setulipes rhizomorphicola